# Michele Ainis

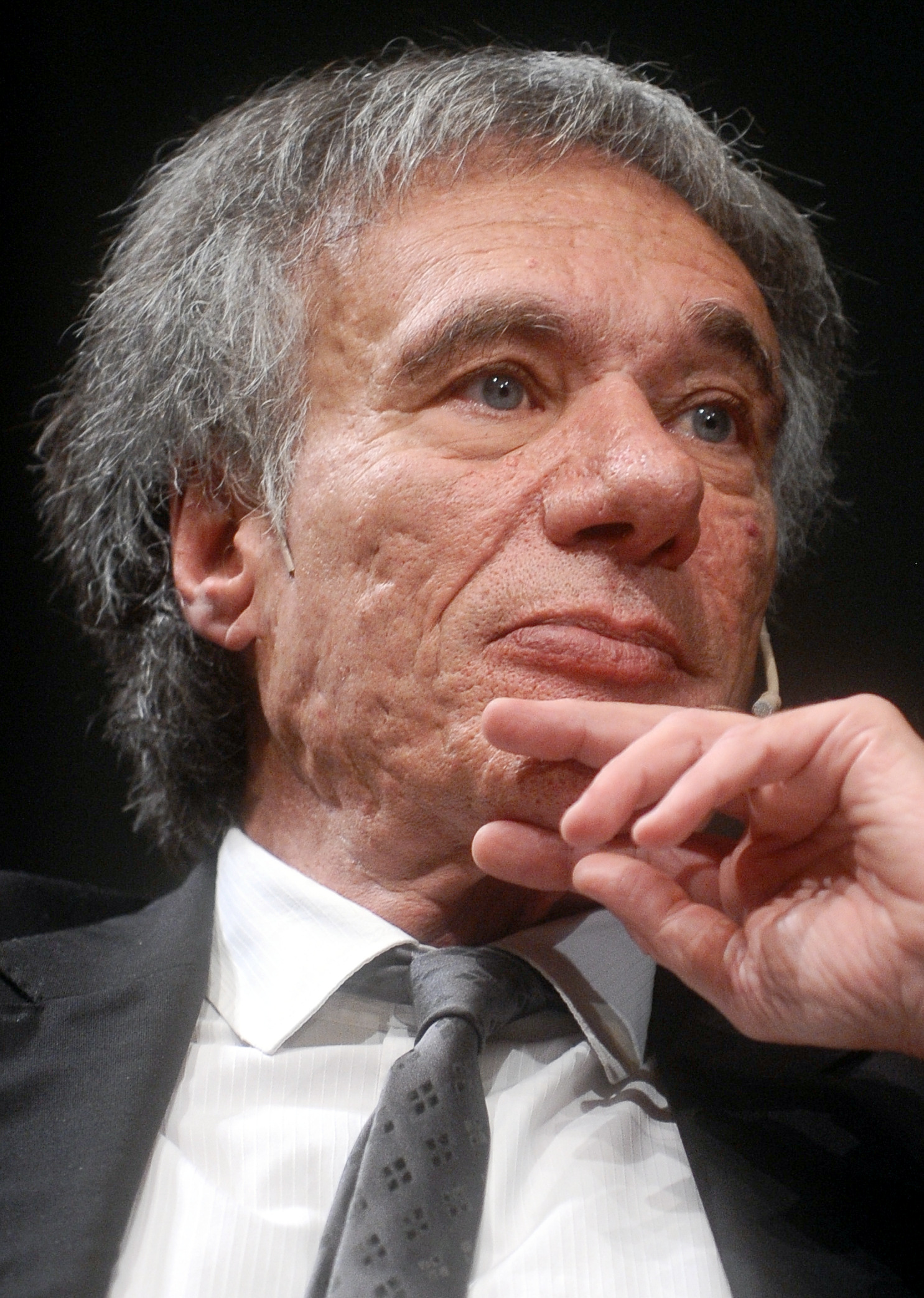
Michele Ainis al Festival dell'economia di Trento nel 2016

Michele Ainis (Messina, 6 gennaio 1955) è un costituzionalista e scrittore italiano.

## Biografia
Ha conseguito la laurea in giurisprudenza nel 1978 presso l'Università degli Studi di Messina, sotto la guida del costituzionalista Temistocle Martines.
A Messina ha cominciato anche la sua carriera di docente universitario nel 1984 come ricercatore presso la facoltà di scienze politiche, per poi trasferirsi all'Università degli Studi di Roma "La Sapienza", all'Università degli Studi di Teramo (dove è stato preside della facoltà di giurisprudenza dal 2001 al 2005) e infine all'Università degli Studi Roma Tre, dove è professore emerito di Istituzioni di diritto pubblico.
Al suo primo volume, L'entrata in vigore delle leggi (1986) hanno fatto seguito molti altri libri, alcuni divulgativi, su temi politici e costituzionali. Ha anche pubblicato quattro romanzi: Doppio riflesso (2012), Risa (2018), Disordini (2021) e Trilogia degli specchi (2022).
È stato componente di varie commissioni ministeriali di studio, tra cui la Commissione per le riforme costituzionali istituita dalla Presidenza del Consiglio dei ministri nel 2013.
È editorialista di la Repubblica. In precedenza ha scritto su Italia Oggi (1998-2000), Il Riformista (2003-2006), La Stampa (1998-2010), Il Sole 24 Ore (2009-2011), Il Corriere della Sera (2011-2016) e L'Espresso (2011-2020).
Dal 2016 al 2023 è stato componente dell'Autorità garante della concorrenza e del mercato.

## Opere

### Saggi
- L'entrata in vigore delle leggi: erosione e crisi d'una garanzia costituzionale: la vacatio legis, Cedam, 1986, ISBN 9788813160357
- Cultura e politica: il modello costituzionale, Cedam, 1991, ISBN 9788813173685
- La Costituzione e le sue leggi: piccolo codice costituzionale, Michele Ainis, Temistocle Martines, 1994, ISBN 9788879160469
- Le parole e il tempo della legge: miscellanea di studi e materiali, Giappichelli, 1996, ISBN 978-8834852217
- La legge oscura: come e perché non funziona, Laterza, 1997 (nuova edizione 2007, 2010, ISBN 9788842094869
- Se 50.000 leggi vi sembran poche. Nel labirinto delle istituzioni, tra norme assurde e riforme impossibili, Mondadori 1999, ISBN 9788804471004
- Dizionario costituzionale, a cura di M. Ainis, Laterza, 2000, ISBN 9788842060291
- Michele Ainis, Temistocle Martines, Codice costituzionale, Laterza, 2001, ISBN 978-8842066750
- L’ordinamento della cultura. Manuale di legislazione dei beni culturali, con M. Fiorillo, Giuffrè, 2003 (nuova edizione 2008, 2015, ISBN 978-8814206238
- La libertà perduta, Laterza, 2003, ISBN 978-8842070450
- Le libertà negate: come gli italiani stanno perdendo i loro diritti, Rizzoli, 2004, ISBN 978-8817001410
- Vita e morte di una Costituzione. Una storia italiana, Laterza, 2006, ISBN 978-8842079897
- Stato matto: L'Italia che non funziona (e qualche proposta per rimetterla in moto), Garzanti, 2007, ISBN 978-8811740735
- Chiesa padrona: un falso giuridico dai Patti Lateranensi a oggi, Garzanti, 2009, ISBN 978-8811600862
- La cura, Chiarelettere, 2009, ISBN 978-8861900714
- L'assedio. La Costituzione e i suoi nemici, Mondadori, 2011, ISBN 978-8830430099
- Privilegium: L'Italia divorata dalle lobby, Rizzoli, 2012, ISBN 978-8817059060
- Sette profili di diritto pubblico, Jovene, 2013, ISBN 978-8824322348
- Romanzo nazionale. L'Italia e gli inganni della politica, Dalai Editore, 2013, ISBN 978-8867620937
- Le parole della costituzione, Editoriale Scientifica (collana Lezioni magistrali), 2014, ISBN 978-88-6342-648-9
- La piccola eguaglianza, Einaudi, 2015, ISBN 978-8806220402
- L' umor nero. Alfabeto del nostro scontento, Bompiani, 2015, ISBN 978-8845281068
- Michele Ainis, Vittorio Sgarbi, La Costituzione e la bellezza, La nave di Teseo, 2016, ISBN 978-88-934402-8-8
- Le buone regole. Diritto ed economia, 1° biennio, di M. Ainis e G. Marazzita, Mondadori, 2015, ISBN 9788824745703
- Il regno dell'uroboro, La nave di Teseo, 2018, ISBN 9788893446792
- Demofollia, La nave di Teseo, 2019, ISBN 9788834601297
- Michele Ainis racconta la Costituzione, De Agostini Scuola, 2020, ISBN 9788851129903
- Presidenti d'Italia. Atlante di un vizio nazionale, La nave di Teseo, 2022, ISBN 9788834608890
- Capocrazia. Se il presidenzialismo ci manderà all'inferno, La nave di Teseo, 2024, ISBN 9788834616697

#### Curatele
- Indirizzo politico e Costituzione (a quarant'anni dal contributo di Temistocle Martines), Aa.Vv., a cura di M. Ainis, A. Ruggeri, G. Silvestri e L. Ventura, Giuffré, Milano, 1998, ISBN 88-14-07195-0
- Dizionario costituzionale, Laterza, 2000, ISBN 88-420-6029-1
- Informazione, potere, libertà, Giappichelli, 2005, ISBN 88-348-4527-7
- I referendum sulla fecondazione assistita, Giuffrè, 2005, ISBN 88-14-12005-6
- a cura di M. Ainis e G. Pitruzzella, I fondamenti costituzionali della concorrenza, Laterza, 2019, ISBN 978-8866742302

#### Romanzi
- Doppio riflesso, Rizzoli, 2012, ISBN 978-8817058575
- Risa, La nave di Teseo, 2018, ISBN 8893444704
- Disordini, La nave di Teseo, 2021, ISBN 9788834605202
- Trilogia degli specchi, La nave di Teseo, 2022, ISBN 9788834612637

## Riconoscimenti
Tra i riconoscimenti un premio alla cultura della Presidenza del Consiglio dei ministri (1991),  il premio Tosato, il premio Giurista dell'anno conferito dall'European Law Students' Association, il premio Libri dell'anno nella scienza giuridica, il Premio per la cultura mediterranea, il premio Borsellino (2012), il premio Telamone (2013), il premio Croce, il premio Giovenale, il premio Margherita Hack (2018), il premio Cavallini e il premio Città di Messina. Nel 2015 il suo libro La piccola eguaglianza (Einaudi) è stato finalista al Premio estense e ha ricevuto una menzione speciale al Premio Montecitorio.